# Crkva - tvrđava sv. Duha
Crkva - tvrđava sv. Duha monumentalna je gradnja izvan Suđurđa na vrhu sedla, poviše mjesta, uz put koji vodi kroz šipansko polje do Šipanske Luke. Dominira gotovo čitavim područjem šipanskog polja. Nekada je to bila crkva - tvrđava koja je imala odlučujuću ulogu u obrani cijelog područja. Tlocrt je u obliku latinskog križa, prostor je longitudinalan, jednobrodni s transeptom, čiji krakovi imaju oblik ugaonih kula. Na vrhu crkve je prostrana terasa. Crkva je vrijedni i rijetki primjer utvrđene sakralne gradnje, visoke kvalitete oblikovanja i opreme, datira se u 16. st. s kasnijim intrvencijama.

## Zaštita
Pod oznakom Z-509 zavedeno je kao nepokretno kulturno dobro - pojedinačno, pravna statusa zaštićena kulturnog dobra, klasificirano kao "sakralna građevina".